# Eleanor Carothers
Estrella Eleanor Carothers (Newton, Kansas 4 de diciembre de 1882 – 1957), conocida principalmente como Eleanor Carothers, fue una zoóloga americana, genetista, y citologista. Su trabajo más importante fue en el campo de la citología y la genética: utilizó embriones de saltamontes para estudiar la ley de la independencia de los caracteres hereditarios de cromosomas homólogos heteromórficos. Esta fue la primera evidencia física de separación independiente de los cromosomas homólogos durante la meiosis.

## Trayectoria
Estudió en el Colegio Nicekerson y se graduó en la Universidad de Kansas en 1912. Comenzó su carrera como profesora ayudante de Zoología en la Universidad Estatal de Pensilvania de 1913 a 1914. En 1916 logró su doctorado. Fue profesora ayudante hasta 1936, labor que compaginó con ser investigadora independiente para el Laboratorio Biológico de la Marina desde 1920 hasta 1941. En 1936  se trasladó a la Universidad de Iowa y fue investigadora allí hasta 1941. Su trabajo allí estuvo financiado por el Rockefeller Fundación.
Mientras estudiaba y enseñaba en la Universidad de Pensilvania, Carothers viajó a las regiones del sur y suroeste de los Estados Unidos en expediciones de investigación entre los años 1915 y 1919. Durante su tiempo en la Universidad de Iowa, completó su trabajo más importante, en el campo de genética y citología, utilizando embriones de saltamontes para estudiar la separación independiente de los cromosomas homólogos. Esta fue la primera evidencia física de que los cromosomas homólogos se separan independientemente durante meiosis, que es una fuente  de variación genética en organismos que reproducen sexualmente.
Se retiró de la Universidad de Iowa en 1941 fue a Kingman, Kansas, donde  continuó investigando en le Laboratorio Biológico de la Marina Woods Hole. En 1954,  se trasladó a Murdock, Kansas, donde  vivió e investigó durante el resto de su vida.

## Premios y reconocimientos
En 1921, Carothers logró el premio de investigación Ellen Richards otorgado por la Naples Table Association. Por su trabajo sobre embriones de saltamontes fue incluida en la cuarta edición de American Men and Women of Science, publicado en 1927, un reconocimiento atípico y significativo  para una mujer científica en aquella época. Fue elegida para formar parte de la Academia Nacional de Ciencias y la Academia de Ciencias Naturales de Filadelfia.

## Obras más importantes
- Carothers, E. Eleanor (1917). "La Segregación y Recombinación de Cromosomas Homólogos cuando Encontrados en Dos Genera de Acrididae (Orthoptera)". «The Segregation and Recombination of Homologous Chromosomes as Found in Two Genera of Acrididae (Orthoptera)». Journal of Morphology 28 (2): 445. 1917. doi:10.1002/jmor.1050280205.  (2): 445. doi:10.1002/jmor.1050280205.